# Still D.R.E.
Still D.R.E. is een nummer van de Amerikaanse rapper Dr. Dre uit 1999, in samenwerking met de eveneens Amerikaanse rapper Snoop Dogg. Het is de eerste single van zijn tweede studioalbum 2001.
Ondanks dat het nummer flopte in de Amerikaanse Billboard Hot 100 met een 93e positie, geniet het nummer tot op de dag van vandaag veel populariteit en is het een grote culthit. In de Nederlandse Top 40 haalde "Still D.R.E." een bescheiden 21e positie. In Vlaanderen haalde het nummer geen hitlijsten, maar toch is het ook daar bekend.